# Кірк Мак-Лін
Кірк Алан Мак-Лін (англ. Kirk Alan McLean; 26 червня 1966, м. Віллоудейл, Канада) — канадський хокеїст, воротар. 
Виступав за «Ошава Дженералс» (ОХЛ), «Нью-Джерсі Девілс», «Мен Марінерс» (АХЛ), «Ванкувер Канакс», «Кароліна Гаррікейнс», «Флорида Пантерс», «Нью-Йорк Рейнджерс».
У складі національної збірної Канади учасник чемпіонату світу 1990. 
Досягнення
- Учасник матчу всіх зірок НХЛ (1990, 1992).